# La Superba
La Superba (Y CVn / Y Canes Venaticorum) è una stella situata nella costellazione dei Cani da Caccia distante oltre 1000 anni luce dal sistema solare, ben nota per il forte colore rosso. Deve il suo nome tradizionale all'astronomo italiano del XIX secolo Angelo Secchi, che impressionato dalla sua bellezza, le diede questo appellativo.

## Caratteristiche fisiche
La Superba è una variabile semiregolare che ha al suo massimo una magnitudine apparente di circa +4,8 ed al minimo di circa +6,3 in un ciclo della durata di 160 giorni. La Superba è una delle stelle più fredde (la sua temperatura si aggira sui 2800 K) della volta celeste, dal colore intensamente rosso, ed è tra le più luminose delle giganti rosse al carbonio. È la più luminosa delle cosiddette "stelle-J", una categoria molto rara di stelle al carbonio che conterrebbe grandi quantità di C13 (atomi di carbonio con 7 neutroni anziché 6).
Y CVn è quasi sempre invisibile ad occhio nudo, poiché gran parte della luce emessa è al di fuori dello spettro visibile; tuttavia se si considerano le emissioni nell'infrarosso, Y CVn ha una luminosità 4400 volte quella del Sole. Il suo raggio è di approssimativamente 2 UA; se si trovasse al posto del nostro Sole, gli strati più esterni della stella si estenderebbero sino all'orbita di Marte.

## Aspetto

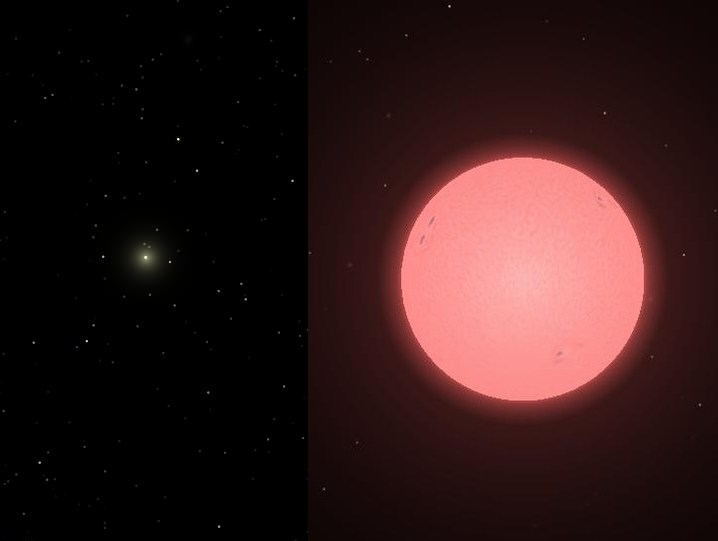
Y Canes Venaticorum visto dalla distanza di 25 U.A. con il programma Celestia. Sulla sinistra, il Sole visto dalla stessa distanza.

Per spiegare la sua notevole colorazione, è necessario capire che le stelle di medie dimensioni, non appena terminano la fusione dell'idrogeno in elio nel loro nucleo, iniziano la fusione dell'elio in carbonio. Durante questo processo, chiamato stadio di gigante rossa, gli strati più esterni della stella si espandono e si raffreddano, causando uno spostamento verso il rosso della radiazione stellare ed uno spostamento della stella nel ramo asintotico delle giganti del diagramma HR. Verso la fine del ciclo vitale della stella, i prodotti della fusione vengono portati all'esterno del nucleo da moti convettivi, che arricchiscono l'atmosfera esterna della stella di carbonio e di alcuni suoi composti (monossido di carbonio ecc.). Queste molecole tendono ad assorbire la radiazione a lunghezze d'onda molto piccole, provocando una diminuzione nello spettro emesso delle bande dell'azzurro e del violetto, il che conferisce alla stella il suo caratteristico colore rosso.

## Il futuro della stella
La Superba è molto probabilmente nell'ultimo stadio della fusione dell'elio in carbonio nel suo nucleo, mentre perde gran parte della sua massa in un intenso vento stellare, con un'intensita pari ad un milione di volte il vento solare. È inoltre circondata da un guscio, esteso 2,5 anni luce, di materiale espulso in precedenza, il che suggerisce che ad un certo punto la stella abbia perso massa ad un ritmo 50 volte superiore a quello odierno. Y CVn sembra dunque essere in procinto di espellere i suoi strati in una nebulosa planetaria, trasformando il nucleo restante in un'evanescente nana bianca.